# Лейк-Белведер-Естейтс (Флорида)
Лейк-Белведер-Естейтс (англ. Lake Belvedere Estates) — переписна місцевість (CDP) в США, в окрузі Палм-Біч штату Флорида. Населення — 2091 особа (2020).

## Географія
Лейк-Белведер-Естейтс розташований за координатами 26°41′18″ пн. ш. 80°8′11″ зх. д. / 26.68833° пн. ш. 80.13639° зх. д. (26.688228, -80.136451).  За даними Бюро перепису населення США в 2010 році переписна місцевість мала площу 1,49 км², з яких 1,49 км² — суходіл та 0,00 км² — водойми.

## Демографія
Згідно з переписом 2010 року, у переписній місцевості мешкали 3334 особи в 979 домогосподарствах у складі 816 родин. Густота населення становила 2236 осіб/км².  Було 1089 помешкань (730/км²).
Расовий склад населення:
| - 44,9 % — білих - 38,6 % — чорних або афроамериканців - 4,7 % — азіатів - 0,4 % — корінних американців - 6,7 % — осіб інших рас |

До двох чи більше рас належало 4,6 %. Частка іспаномовних становила 29,3 % від усіх жителів.
За віковим діапазоном населення розподілялося таким чином: 30,7 % — особи молодші 18 років, 63,9 % — особи у віці 18—64 років, 5,4 % — особи у віці 65 років та старші. Медіана віку мешканця становила 31,4 року. На 100 осіб жіночої статі у переписній місцевості припадало 93,4 чоловіків;  на 100 жінок у віці від 18 років та старших — 93,2 чоловіків також старших 18 років.
Середній дохід на одне домашнє господарство  становив 64 783 долари США (медіана — 61 607), а середній дохід на одну сім'ю — 65 250 доларів (медіана — 63 580). За межею бідності перебувало 18,6 % осіб, у тому числі 25,1 % дітей у віці до 18 років та 7,3 % осіб у віці 65 років та старших.
Цивільне працевлаштоване населення становило 1530 осіб. Основні галузі зайнятості: освіта, охорона здоров'я та соціальна допомога — 20,4 %, роздрібна торгівля — 19,3 %, фінанси, страхування та нерухомість — 8,8 %, будівництво — 7,6 %.